# Вукашин Джурджевич
Вукашин Джурджевич (серб. Vukašin Đurđević / Вукашин Ђурђевић, 24 січня 2004, Белград) — сербський футболіст, захисник «Партизана».

## Клубна кар'єра
Почав тренуватися футболом у Младеноваці, у футбольній школі Івиці Аврамовича. У 2015 році перейшов у «Рад» і пройшов усі молодші категорії з клубом, після чого у 2021 році підписав свій перший професіональний контракт. За першу команду дебютував у сезоні 2021/22 і за півтора року провів 30 ігор у Першій лізі Сербії.
На початку 2023 року він підписав контракт з «Вождовацем». Дебютував за клуб 12 березня того ж року проти «Радничок» з Ніша у Суперлізі Сербії. Через дві хвилини, під час свого першого контакту з м'ячем, він забив третій гол «Вождоваца», принісши своїй команді перемогу з рахунком 3:2.
У середині липня 2024 року Джурджевич перейшов у столичний «Партизан», з яким підписав чотирирічний контракт. Дебютував у першому турі сезону 2024/25, коли відіграв усі 90 хвилин матчу з «Напредаком» з Крушеваца.

## Виступи за збірні
Джурджевич виступав за юнацьку збірну Сербії до 15 років на турнірі Влатко Марковича, який проходив у Медулині у квітні 2019 року. Того ж року зі збірною до 16 років брав участь у московському турнірі «Путь звезды».
Він також виступав за збірну до 17 років, за яку дебютував у матчі проти Болгарії, але юнацький чемпіонат Європи його року народження був скасований через пандемію COVID-19.
У вересні 2022 року він дебютував за збірну до 19 років на Меморіальному турнірі Стевана Вілотіча Челе. Згодом він став автором єдиного голу Сербії в програному Ізраїлю матчу в еліт-раунді кваліфікації чемпіонату Європи. Збірна Сербії завершила кваліфікаційний цикл, не пройшовши до фінального турніру.